# Final de la Liga Nacional de Básquet 2017-18
La final de la Liga Nacional de Básquet 2017-18 fue la trigésima cuarta final disputada y tuvo lugar del 11 al 22 de junio. La disputaron San Lorenzo de Buenos Aires y San Martín de Corrientes. Se disputó al mejor de siete juegos como se hace desde la temporada 1990-91, consagrándose campeón aquel equipo que llegase a vencer en cuatro partidos.

## Historia
|  | Octavos de final | Octavos de final | Octavos de final |                |     | Cuartos de final | Cuartos de final | Cuartos de final |   |  | Semifinales | Semifinales | Semifinales      |  |  | Final | Final | Final |  |
|  |                  |                  |                  |                |     |                  |                  |                  |   |  |             |             |                  |  |  |       |       |       |  |
|  |                  |                  |                  |                |     |                  |                  |                  |   |  |             |             |                  |  |  |       |       |       |  |
|  | 1.°              | San Lorenzo (BA) | 3                |                |     |                  |                  |                  |   |  |             |             |                  |  |  |       |       |       |  |
|  | 1.°              | San Lorenzo (BA) | 3                |                |     |                  |                  |                  |   |  |             |             |                  |  |  |       |       |       |  |
|  | 16.°             | Peñarol          | 1                |                |     |                  |                  |                  |   |  |             |             |                  |  |  |       |       |       |  |
|  | 16.°             | Peñarol          | 1                |                | 1.° | San Lorenzo (BA) | 3                |                  |   |  |             |             |                  |  |  |       |       |       |  |
|  |                  |                  |                  |                | 1.° | San Lorenzo (BA) | 3                |                  |   |  |             |             |                  |  |  |       |       |       |  |
|  |                  |                  | 8.°              | Obras Basket   | 1   |                  |                  |                  |   |  |             |             |                  |  |  |       |       |       |  |
|  |                  |                  | 8.°              | Obras Basket   | 1   |                  |                  |                  |   |  |             |             |                  |  |  |       |       |       |  |
|  |                  |                  |                  |                |     |                  |                  |                  |   |  |             |             |                  |  |  |       |       |       |  |
|  |                  |                  |                  |                |     |                  |                  |                  |   |  |             |             |                  |  |  |       |       |       |  |
|  |                  |                  |                  |                |     |                  | 1.°              | San Lorenzo (BA) | 3 |  |             |             |                  |  |  |       |       |       |  |
|  |                  |                  |                  |                |     |                  |                  |                  | 3 |  |             |             |                  |  |  |       |       |       |  |
|  |                  |                  | 4.°              | Instituto      | 2   |                  |                  |                  |   |  |             |             |                  |  |  |       |       |       |  |
|  |                  |                  | 4.°              | Instituto      | 2   |                  |                  |                  |   |  |             |             |                  |  |  |       |       |       |  |
|  |                  |                  |                  |                |     |                  |                  |                  |   |  |             |             |                  |  |  |       |       |       |  |
|  |                  |                  |                  |                |     |                  |                  |                  |   |  |             |             |                  |  |  |       |       |       |  |
|  |                  |                  |                  |                |     |                  |                  |                  |   |  |             |             |                  |  |  |       |       |       |  |
|  |                  |                  |                  |                |     |                  |                  |                  |   |  |             |             |                  |  |  |       |       |       |  |
|  |                  |                  |                  |                |     |                  |                  |                  |   |  |             |             |                  |  |  |       |       |       |  |
|  |                  |                  |                  |                |     |                  |                  |                  |   |  |             |             |                  |  |  |       |       |       |  |
|  |                  |                  |                  |                |     |                  |                  |                  |   |  |             |             |                  |  |  |       |       |       |  |
|  |                  |                  |                  |                |     |                  |                  |                  |   |  |             |             |                  |  |  |       |       |       |  |
|  |                  |                  |                  |                |     |                  |                  |                  |   |  |             | 1.°         | San Lorenzo (BA) |  |  |       |       |       |  |
|  |                  |                  |                  |                |     |                  |                  |                  |   |  |             |             |                  |  |  |       |       |       |  |
|  |                  |                  | 2.°              | San Martín (C) |     |                  |                  |                  |   |  |             |             |                  |  |  |       |       |       |  |
|  | 2.°              | San Martín (C)   | 2.°              | San Martín (C) | 3   |                  |                  |                  |   |  |             |             |                  |  |  |       |       |       |  |
|  | 2.°              | San Martín (C)   |                  |                |     |                  |                  |                  |   |  |             |             |                  |  |  |       |       |       |  |
|  | 15.°             | Boca Juniors     | 2                |                |     |                  |                  |                  |   |  |             |             |                  |  |  |       |       |       |  |
|  | 15.°             | Boca Juniors     | 2                |                | 2.° | San Martín (C)   | 3                |                  |   |  |             |             |                  |  |  |       |       |       |  |
|  |                  |                  |                  |                | 2.° | San Martín (C)   | 3                |                  |   |  |             |             |                  |  |  |       |       |       |  |
|  |                  |                  | 7.°              | Gimnasia (CR)  | 2   |                  |                  |                  |   |  |             |             |                  |  |  |       |       |       |  |
|  |                  |                  | 7.°              | Gimnasia (CR)  | 2   |                  |                  |                  |   |  |             |             |                  |  |  |       |       |       |  |
|  |                  |                  |                  |                |     |                  |                  |                  |   |  |             |             |                  |  |  |       |       |       |  |
|  |                  |                  |                  |                |     |                  |                  |                  |   |  |             |             |                  |  |  |       |       |       |  |
|  |                  |                  |                  |                |     |                  | 2.°              | San Martín (C)   | 3 |  |             |             |                  |  |  |       |       |       |  |
|  |                  |                  |                  |                |     |                  |                  |                  | 3 |  |             |             |                  |  |  |       |       |       |  |
|  |                  |                  | 3.°              | Atenas         | 0   |                  |                  |                  |   |  |             |             |                  |  |  |       |       |       |  |
|  |                  |                  | 3.°              | Atenas         | 0   |                  |                  |                  |   |  |             |             |                  |  |  |       |       |       |  |
|  |                  |                  |                  |                |     |                  |                  |                  |   |  |             |             |                  |  |  |       |       |       |  |
|  |                  |                  |                  |                |     |                  |                  |                  |   |  |             |             |                  |  |  |       |       |       |  |
|  |                  |                  |                  |                |     |                  |                  |                  |   |  |             |             |                  |  |  |       |       |       |  |
|  |                  |                  |                  |                |     |                  |                  |                  |   |  |             |             |                  |  |  |       |       |       |  |
|  |                  |                  |                  |                |     |                  |                  |                  |   |  |             |             |                  |  |  |       |       |       |  |
|  |                  |                  |                  |                |     |                  |                  |                  |   |  |             |             |                  |  |  |       |       |       |  |
|  |                  |                  |                  |                |     |                  |                  |                  |   |  |             |             |                  |  |  |       |       |       |  |
|  |                  |                  |                  |                |     |                  |                  |                  |   |  |             |             |                  |  |  |       |       |       |  |
|  |                  |                  |                  |                |     |                  |                  |                  |   |  |             |             |                  |  |  |       |       |       |  |
|  |                  |                  |                  |                |     |                  |                  |                  |   |  |             |             |                  |  |  |       |       |       |  |

Nota: Los equipos ubicados en la primera línea obtuvieron ventaja de localía.
Los resultados a la derecha de cada equipo representan los partidos ganados en la serie.

### San Lorenzo (Buenos Aires)
San Lorenzo llegó como el vigente bicampeón de La Liga. Respecto a la pasada temporada cambió el entrenador, Julio Lamas dejó el cargo y fue reemplazado por Gonzalo Eugenio García, mientras que entre los jugadores continuaron Marcos Mata, Nicolás Aguirre, Selem Safar, Mathías Calfani, Matías Sandes y Gabriel Deck y se incorporaron José Vildoza, Dar Tucker y Javier Justiz Ferrer. Durante la temporada se sumaron DeJuan Blair (baja), Gani Lawal (baja), Joel Anthony, Joe Lawson (baja) y Sebastián Izaguirre, algunos de ellos fueron bajas durante la misma.
Tras terminar tercero en el Torneo Súper 20 2017, el ciclón encaró la doble competencia, la Liga Nacional y la Liga de las Américas. San Lorenzo comenzó el torneo internacional ya habiendo disputado 13 partidos de liga (12 victorias, 1 derrota) y fue organizador en su estadio del grupo B, el cual ganó al vencer a los tres rivales. En semifinales del torneo nuevamente fue local y llevaba 18 partidos de liga con solo dos derrotas. Otra vez venció a los tres rivales y accedió al Final Four del torneo, fase que organizó y ganó, proclamándose campeón del mismo. En ese momento llevaba 22 partidos y tan solo tres derrotas. El equipo terminó primero la fase regular y arrancó los play offs ante Peñarol, al cual eliminó 3 a 1 (91 a 82, 101 a 69, 85 a 83 y 107 a 90) para luego emparejarse con Obras Basket, que lo derrotó en el Roberto Pando y marcó la caída del ciclón en su casa tras un año y 40 días. San Lorenzo ganó los otros tres partidos ante el tachero y lo eliminó 3 a 1 (83 a 84, 102 a 82, 99 a 94 y 72 a 62) y se enfrentó a Instituto en las semifinales, serie que se trasladó a un quinto partido (85 a 77, 64 a 66, 90 a 82, 73 a 75) y que terminó 86 a 79 en favor del equipo de Boedo, que accedió a la final por tercer año consecutivo.
| Fase regular | Fase regular | Fase regular | Fase regular | Play offs | Play offs | Total | Total |
| PG           | PP           | Pts          | Pos          | PG        | PP        | PG    | PP    |
| ------------ | ------------ | ------------ | ------------ | --------- | --------- | ----- | ----- |
| 30           | 8            | 68           | 1.º          | 9         | 4         | 39    | 12    |

### San Martín (Corrientes)
San Martín de Corrientes comenzó la temporada regular renovando la mayoría de su plantel respecto la pasada temporada, Reynaldo García Zamora, Lucas Faggiano, Matías Lescano, Lucas González, Federico Aguerre, Leonardo Mainoldi y Jeremiah Wood continuaron y se sumaron Jonatan Treise y Justin Keenan y el entrenador continuó siendo Sebastián González. Durante la temporada solo hubo un recambio, que fue el de Michael Hicks por Leo Mainoldi que se lesionó.
El equipo correntino fue campeón del Torneo Súper 20 2017 y además terminó segundo en la temporada regular, con una marca de 29 victorias y 9 derrotas, un partido debajo del mejor ubicado, y con ventaja de localía ante todos los rivales salvo el mejor ubicado. En play-offs se enfrentó primero con Boca Juniors, que tras ganarle el primer partido (85 a 70) le ganó el segundo partido 95 a 83 y el tercer partido 69 a 67. Sin embargo San Martín revirtió la imagen y ganó los dos siguientes partidos (75 a 74 y 84 y 67) y el pase a cuartos de final. En la segunda ronda de play offs se emparejó con Gimnasia de Comodoro Rivadavia y nuevamente la serie llegó hasta un quinto partido. El equipo chubutense ganó el primer encuentro 69 a 60 y como local el rojinegro empató al ganar 79 a 77 en tiempo suplementario. En la Patagonia el local ganó el primer encuentro 65 a 60 pero el equipo de González logró empatar la serie tras vencer en el cuarto juego claramente 80 a 68 y levar la serie empatada a su estadio. En Corrientes el local ganó 68 a 58 y logró llegar a estar entre los cuatro primeros. Las semifinales fue la serie que más fácil superó, y paradójicamente fue ante uno de los mejores ubicados, Atenas de Córdoba, tercero en la liga. La serie fue 88 a 60, 80 a 78 y 85 a 84, en tiempo extra, en Córdoba, y así llegó a la final por primera vez en su historia.
| Fase regular | Fase regular | Fase regular | Fase regular | Play offs | Play offs | Total | Total |
| PG           | PP           | Pts          | Pos          | PG        | PP        | PG    | PP    |
| ------------ | ------------ | ------------ | ------------ | --------- | --------- | ----- | ----- |
| 29           | 9            | 67           | 2.º          | 9         | 4         | 38    | 13    |

### Enfrentamientos durante la temporada
| 1 de febrero, 21:00 | San Lorenzo (BA)                                             | 83–78                | San Martín (C)                                                 | Buenos Aires                                                                                           |  |
|                     | Parciales: 17-11, 23-18, 12-23, 18-18 (T.E.: 13-8)           |                      |                                                                | |  |
|                     | Estadísticas Dar Tucker 26 Nicolás Aguirre 10 Gabriel Deck 5 | Reporte Pts Reb Asts | Estadísticas 23 Justin Keenan 14 Leo Mainoldi 6 Jonatan Treise | Pabellón: Polideportivo Roberto Pando Árbitros: * Fernando Sampietro * Javier Mendoza * Javier Sánchez |  |

| 8 de abril, 20:00 | San Martín (C)                                                         | 87–83                | San Lorenzo (BA)                                        | Corrientes                                                                            |  |
|                   | Parciales: 17-12, 28-17, 21-24, 21-30                                  |                      |                                                         |                                                                                       |  |
|                   | Estadísticas Justin Keenan 26 Reynaldo García Zamora 6 Jeremiah Wood 5 | Reporte Pts Reb Asts | Estadísticas 28 Dar Tucker 8 Gabriel Deck 6 Marcos Mata | Pabellón: El Fortín Rojinegro Árbitros: * Leandro Lezcano * Mario Aluz * Fabio Alaniz |  |

## Desarrollo
En la previa del enfrentamiento San Lorenzo partía como candidato natural a estar en la final, además de ser el bicampeón del torneo, mientras que San Martín había ganado el Súper 20 al comienzo de la temporada.

Todos hablaban desde principio de temporada que San Lorenzo era el candidato, por los jugadores y plantel que tiene, uno de los mejores de la Liga. Cualquiera que siguiera el básquet lo ponía a San Lorenzo en la final desde hace tiempo y ahora nos toca enfrentarlos, sabemos que va a ser duro pero también sabemos que podemos vencerlos.
Matías Lescano, jugador de San Martín (C).

El primer partido de la serie fue en el Polideportivo Roberto Pando, estadio de San Lorenzo, y allí ambos equipos se presentaron con una baja. El local no contó con Javier Justiz Ferrer que estuvo lesionado en el tobillo izquierdo mientras que San Martín no tenía a Leo Mainoldi, quien ya había sido reemplazado en el inicio de los play-offs por Michael Hicks. En ese partido el local comenzó ganando 15 a 12 producto de un parcial de 8 a 0 en menos de tres minutos, y el primer tiempo lo ganó 37 a 29, pero San Martín revirtió el resultado y, con parcial 16-6 gracias a Jeremiah Wood y Michael Hicks avanzó 45 a 43 en el marcador, durante el tercer cuarto. El partido continuó parejo y en una acción durante el último cuarto Gabriel Deck salió por un golpe; y en esa misma jugada San Martín se puso 62 a 64, pero allí apareció Selem Safar con tiros de tres puntos y el partido se puso 73 a 69 para el local, y esa diferencia se mantuvo hasta que terminó 86 a 80 el juego.

Creo que por momentos hicimos un buen partido, ellos fueron muy físicos, pero supimos sacarlo adelante. Es cierto que llegamos a esta instancia después de una serie muy complicada con Instituto, y con varios jugadores tocados como Penka (Aguirre) y Tortu (Deck). Encima antes del partido nos quedamos sin Justiz, y eso tampoco ayuda. Pero en los momentos importantes empezamos a meter puntos clave y es importantísimo haber ganado el primer punto en nuestra casa.
Marcos Mata, jugador de San Lorenzo.

Apostamos a nuestro poste bajo y a tratar de correr. Yo creo que esto podemos hacerlo un poco más el miércoles, pero por correr no te pueden convertir o tirar tiros libres, porque eso te liquida. Tenemos que defender mejor en el uno contra uno.
Sebastián González, entrenador de San Martín.

El segundo partido, también en el estadio del ciclón, fue para el local, que ganó claramente (96 a 68) y llevó la serie a 2 a 0. Comparado con el juego anterior, Javier Justiz Ferrer estuvo disponible en el local. El local comenzó dominando el juego pero perdió el primer cuarto 16 a 20, gracias a un gran final de cuarto de Aguerre, pero durante el segundo dio vuelta el marcador y se fue al descanso largo 39 a 33 por el aporte de Mata, Vildoza y Calfani. El tercer cuarto fue el punto de inflexión, y arrancó con San Lorenzo llevando la diferencia a más de dos dígitos gracias a los tiros de tres puntos, pues la defensa en zona de San Martín lo llevó a recurrir a eso. Aguerre y Wood trataron de mantener en partido al visitante, pero sin la participación de los otros jugadores, San Lorenzo se llevó el partido, sumado a un gran encuentro por parte de Dar Tucker, que se adueñó del equipo ante las bajas participaciones de Deck y Aguirre.

No podemos estar indecisos. Prefiero una decisión, sea buena o mala. No indecisiones porque eso nos llevó a perdidas y ellos se empiezan a acrecentar desde su defensa.
Sebastián González, entrenador de San Martín.

Nosotros sabemos que los grandes van a anotar, nuestra idea es tratar de que no nos corran, como primer arma de nuestra en defensa, sacarles un poquito la circulación de juego y los tiros de tres puntos. Así que bueno, la idea era darle el partido a los grandes y que si alguien nos tenía que lastimar fueran Wood y Keenan.
Gonzalo García, entrenador de San Lorenzo.

## Estadísticas

### Primer partido
| 11 de junio, 22:00 | San Lorenzo (BA)                                              | 86–80                | San Martín (C)                                                     | Buenos Aires |  |  |
|                    | Parciales: 15-12, 22-17, 19-26, 30-25                         |                      |                                                                    | |  |  |
|                    | Estadísticas Gabriel Deck 25 Joel Anthony 7 Nicolás Aguirre 4 | Reporte Pts Reb Asts | Estadísticas 19 Justin Keenan 10 Federico Aguerre 3 Lucas Faggiano | Pabellón: Polideportivo Roberto Pando Árbitros: * Fabricio Vito * Fernando Sampietro * Diego Rougier Televisión: TyC Sports |  |  |
| Serie: 1 - 0       |                                                               |                      |                                                                    | |  |  |
|                    |                                                               |                      |                                                                    | |  |  |

| Jugador    | Jugador                | Minutos        | Pts            | Reb            | As             |
| ---------- | ---------------------- | -------------- | -------------- | -------------- | -------------- |
| 2          | Dar Tucker             | 32:12          | 23             | 6              | 0              |
| 6          | Marcos Mata            | 26:02          | 4              | 2              | 1              |
| 14         | Gabriel Deck           | 29:54          | 25             | 6              | 1              |
| 7          | Nicolás Aguirre (C)    | 29:38          | 10             | 4              | 4              |
| 50         | Joel Anthony           | 29:15          | 2              | 7              | 0              |
| Suplentes  |                        |                |                |                |                |
| 00         | Javier Justiz Ferrer 1 | —              | —              | —              | —              |
| 11         | José Vildoza           | 10:22          | 3              | 1              | 3              |
| 15         | Selem Safar            | 17:56          | 15             | 3              | 2              |
| 22         | Matías Sandes          | 16:06          | 4              | 3              | 0              |
| 21         | Mathías Calfani        | 8:36           | 0              | 1              | 1              |
| 17         | Cristian Cardo         | —              | —              | —              | —              |
| 24         | Lisandro Fernández     | —              | —              | —              | —              |
| Entrenador | Entrenador             | Gonzalo García | Gonzalo García | Gonzalo García | Gonzalo García |

| Jugador    | Jugador                | Minutos            | Pts                | Reb                | As                 |
| ---------- | ---------------------- | ------------------ | ------------------ | ------------------ | ------------------ |
| 2          | Reynaldo García Zamora | 19:60              | 2                  | 3                  | 1                  |
| 3          | Lucas Faggiano         | 24:19              | 2                  | 2                  | 3                  |
| 11         | Michael Hicks          | 23:44              | 10                 | 7                  | 2                  |
| 12         | Federico Aguerre       | 30:34              | 8                  | 10                 | 2                  |
| 30         | Jeremiah Wood          | 33:23              | 18                 | 3                  | 2                  |
| Suplentes  |                        |                    |                    |                    |                    |
| 1          | Jonatan Treise         | 20:26              | 12                 | 1                  | 2                  |
| 8          | Lucas González         | 0:05               | 0                  | 0                  | 0                  |
| 4          | Matías Lescano (C)     | 22:23              | 9                  | 1                  | 3                  |
| 18         | Matías Solanas         | —                  | —                  | —                  | —                  |
| 23         | Axel Méndez            | —                  | —                  | —                  | —                  |
| 40         | Justin Keenan          | 25:06              | 19                 | 6                  | 2                  |
| Entrenador | Entrenador             | Sebastián González | Sebastián González | Sebastián González | Sebastián González |

- (C): capitán
- 1: No jugó por estar lesionado.

### Segundo partido
| 13 de junio, 22:00 | San Lorenzo (BA)                                                | 96–68                | San Martín (C)                                                 | Buenos Aires |  |  |
|                    | Parciales: 16-20, 23-13, 27-18, 30-17                           |                      |                                                                | |  |  |
|                    | Estadísticas Dar Tucker 27 Javier Justiz Ferrer 9 Marcos Mata 4 | Reporte Pts Reb Asts | Estadísticas 13 Michael Hicks 8 Jeremiah Wood 3 Jonatan Treise | Pabellón: Polideportivo Roberto Pando Árbitros: * Pablo Estévez * Juan Fernández * Oscar Brítez Televisión: TyC Sports |  |  |
| Serie: 2 - 0       |                                                                 |                      |                                                                | |  |  |
|                    |                                                                 |                      |                                                                | |  |  |

| Jugador    | Jugador              | Minutos        | Pts            | Reb            | As             |
| ---------- | -------------------- | -------------- | -------------- | -------------- | -------------- |
| 50         | Joel Anthony         | 12:16          | 4              | 3              | 0              |
| 2          | Dar Tucker           | 25:10          | 27             | 5              | 3              |
| 6          | Marcos Mata          | 33:22          | 16             | 9              | 4              |
| 14         | Gabriel Deck         | 24:50          | 4              | 6              | 4              |
| 7          | Nicolás Aguirre (C)  | 18:13          | 6              | 3              | 0              |
| Suplentes  |                      |                |                |                |                |
| 21         | Mathías Calfani      | 14:16          | 9              | 3              | 0              |
| 11         | José Vildoza         | 23:34          | 12             | 0              | 1              |
| 22         | Matías Sandes        | —              | —              | —              | —              |
| 15         | Selem Safar          | 17:02          | 0              | 1              | 1              |
| 00         | Javier Justiz Ferrer | 27:44          | 16             | 9              | 2              |
| 17         | Cristian Cardo       | 1:47           | 2              | 1              | 0              |
| 24         | Lisandro Fernández   | 1:47           | 0              | 0              | 1              |
| Entrenador | Entrenador           | Gonzalo García | Gonzalo García | Gonzalo García | Gonzalo García |

| Jugador    | Jugador                | Minutos            | Pts                | Reb                | As                 |
| ---------- | ---------------------- | ------------------ | ------------------ | ------------------ | ------------------ |
| 30         | Jeremiah Wood          | 26:19              | 9                  | 8                  | 3                  |
| 3          | Lucas Faggiano         | 28:01              | 6                  | 0                  | 2                  |
| 2          | Reynaldo García Zamora | 19:29              | 11                 | 4                  | 3                  |
| 11         | Michael Hicks          | 27:20              | 13                 | 4                  | 3                  |
| 12         | Federico Aguerre       | 28:19              | 10                 | 5                  | 1                  |
| Suplentes  |                        |                    |                    |                    |                    |
| 1          | Jonatan Treise         | 19:08              | 11                 | 0                  | 3                  |
| 40         | Justin Keenan          | 19:25              | 3                  | 1                  | 0                  |
| 18         | Matías Solanas         | 3:21               | 2                  | 0                  | 0                  |
| 23         | Axel Méndez            | —                  | —                  | —                  | —                  |
| 8          | Lucas González         | 5:17               | 0                  | 1                  | 0                  |
| 4          | Matías Lescano (C)     | 23:20              | 3                  | 1                  | 0                  |
| Entrenador | Entrenador             | Sebastián González | Sebastián González | Sebastián González | Sebastián González |

- (C): capitán

### Tercer partido
| 16 de junio, 21:00 | San Martín (C)                                                   | 80–79                | San Lorenzo (BA)                                                  | Corrientes |  |  |
|                    | Parciales: 15-10, 19-24, 30-12, 16-33                            |                      |                                                                   | |  |  |
|                    | Estadísticas Michael Hicks 19 Jeremiah Wood 9 Federico Aguerre 3 | Reporte Pts Reb Asts | Estadísticas 26 Dar Tucker 12 Javier Justiz Ferrer 4 José Vildoza | Pabellón: El Fortín Rojinegro Árbitros: * Fabricio Vito * Diego Rougier * Leandro Lezcano Televisión: TyC Sports |  |  |
| Serie: 1 - 2       |                                                                  |                      |                                                                   | |  |  |
|                    |                                                                  |                      |                                                                   | |  |  |

| Jugador    | Jugador                | Minutos            | Pts                | Reb                | As                 |
| ---------- | ---------------------- | ------------------ | ------------------ | ------------------ | ------------------ |
| 12         | Federico Aguerre       | 26:56              | 8                  | 3                  | 3                  |
| 3          | Lucas Faggiano 1       | 35:06              | 13                 | 5                  | 3                  |
| 11         | Michael Hicks          | 31:30              | 7                  | 4                  | 3                  |
| 01         | Jonatan Treise         | 33:45              | 7                  | 4                  | 3                  |
| 30         | Jeremiah Wood          | 31:23              | 14                 | 9                  | 3                  |
| Suplentes  |                        |                    |                    |                    |                    |
| 2          | Reynaldo García Zamora | 10:36              | 6                  | 0                  | 1                  |
| 8          | Lucas González         | 0:11               | 0                  | 0                  | 0                  |
| 40         | Justin Keenan          | 17:03              | 11                 | 1                  | 0                  |
| 4          | Matías Lescano (C)     | 13:30              | 2                  | 4                  | 1                  |
| 18         | Matías Solanas         | —                  | —                  | —                  | —                  |
| 33         | Juan González Nadal    | —                  | —                  | —                  | —                  |
| 7          | Franco Alorda          | —                  | —                  | —                  | —                  |
| Entrenador | Entrenador             | Sebastián González | Sebastián González | Sebastián González | Sebastián González |

| Jugador    | Jugador              | Minutos                | Pts                    | Reb                    | As                     |
| ---------- | -------------------- | ---------------------- | ---------------------- | ---------------------- | ---------------------- |
| 50         | Joel Anthony         | 13:58                  | 4                      | 3                      | 0                      |
| 14         | Gabriel Deck         | 24:05                  | 13                     | 9                      | 1                      |
| 2          | Dar Tucker           | 33:18                  | 26                     | 6                      | 2                      |
| 6          | Marcos Mata          | 35:54                  | 8                      | 9                      | 2                      |
| 7          | Nicolás Aguirre (C)  | 11:25                  | 0                      | 1                      | 0                      |
| Suplentes  |                      |                        |                        |                        |                        |
| 21         | Mathías Calfani      | 5:59                   | 0                      | 2                      | 1                      |
| 15         | Selem Safar          | 20:20                  | 0                      | 2                      | 3                      |
| 11         | José Vildoza         | 28:35                  | 11                     | 2                      | 4                      |
| 22         | Matías Sandes        | 3:56                   | 0                      | 0                      | 0                      |
| 00         | Javier Justiz Ferrer | 22:30                  | 17                     | 12                     | 0                      |
| 0          | Cristian Cardo       | —                      | —                      | —                      | —                      |
| 24         | Lisandro Fernández   | —                      | —                      | —                      | —                      |
| Entrenador | Entrenador           | Gonzalo Eugenio García | Gonzalo Eugenio García | Gonzalo Eugenio García | Gonzalo Eugenio García |

- (C): capitán
- 1: Fue expulsado por cometer cinco faltas.

### Cuarto partido
| 18 de junio, 21:00 | San Martín (C)                                                 | 91–74                | San Lorenzo (BA)                                                      | Corrientes |  |  |
|                    | Parciales: 23-20, 20-23, 25-20, 23-11                          |                      |                                                                       | |  |  |
|                    | Estadísticas Justin Keenan 16 Justin Keenan 7 Lucas Faggiano 5 | Reporte Pts Reb Asts | Estadísticas 19 Gabriel Deck 9 Javier Justiz Ferrer 3 Nicolás Aguirre | Pabellón: El Fortín Rojinegro Árbitros: * Pablo Estévez * Juan Fernández * Oscar Brítez Televisión: TyC Sports |  |  |
| Serie: 2 - 2       |                                                                |                      |                                                                       | |  |  |
|                    |                                                                |                      |                                                                       | |  |  |

| Jugador    | Jugador                | Minutos            | Pts                | Reb                | As                 |
| ---------- | ---------------------- | ------------------ | ------------------ | ------------------ | ------------------ |
| 12         | Federico Aguerre       | 26:35              | 10                 | 5                  | 3                  |
| 3          | Lucas Faggiano         | 34:43              | 15                 | 5                  | 5                  |
| 19         | Leo Mainoldi           | 20:50              | 8                  | 2                  | 0                  |
| 01         | Jonatan Treise         | 21:05              | 12                 | 3                  | 2                  |
| 30         | Jeremiah Wood          | 28:37              | 16                 | 1                  | 5                  |
| Suplentes  |                        |                    |                    |                    |                    |
| 2          | Reynaldo García Zamora | 21:27              | 11                 | 5                  | 3                  |
| 8          | Lucas González         | 0:23               | 0                  | 0                  | 0                  |
| 40         | Justin Keenan          | 21:23              | 16                 | 7                  | 0                  |
| 4          | Matías Lescano (C)     | 21:43              | 3                  | 1                  | 1                  |
| 23         | Axel Méndez            | 0:42               | 0                  | 0                  | 0                  |
| 18         | Matías Solanas         | 1:49               | 0                  | 1                  | 0                  |
| 14         | Rolando Vallejos       | 0:42               | 0                  | 0                  | 0                  |
| Entrenador | Entrenador             | Sebastián González | Sebastián González | Sebastián González | Sebastián González |

| Jugador    | Jugador              | Minutos                | Pts                    | Reb                    | As                     |
| ---------- | -------------------- | ---------------------- | ---------------------- | ---------------------- | ---------------------- |
| 14         | Gabriel Deck         | 25:28                  | 19                     | 5                      | 1                      |
| 00         | Javier Justiz Ferrer | 19:36                  | 11                     | 9                      | 0                      |
| 6          | Marcos Mata          | 28:14                  | 3                      | 5                      | 1                      |
| 2          | Dar Tucker           | 26:37                  | 18                     | 9                      | 1                      |
| 7          | Nicolás Aguirre (C)  | 22:07                  | 0                      | 2                      | 3                      |
| Suplentes  |                      |                        |                        |                        |                        |
| 50         | Joel Anthony         | 15:48                  | 5                      | 1                      | 0                      |
| 21         | Mathías Calfani      | 8:53                   | 1                      | 4                      | 0                      |
| 17         | Cristian Cardo       | —                      | —                      | —                      | —                      |
| 24         | Lisandro Fernández   | 2:15                   | 0                      | 2                      | 0                      |
| 15         | Selem Safar          | 26:58                  | 15                     | 2                      | 1                      |
| 22         | Matías Sandes        | 6:12                   | 0                      | 0                      | 0                      |
| 11         | José Vildoza         | 17:53                  | 2                      | 1                      | 0                      |
| Entrenador | Entrenador           | Gonzalo Eugenio García | Gonzalo Eugenio García | Gonzalo Eugenio García | Gonzalo Eugenio García |

- (C): capitán

### Quinto partido
| 20 de junio, 21:00 | San Lorenzo (BA)                                                   | 77–60                | San Martín (C)                                                | Buenos Aires |  |  |
|                    | Parciales: 24-8, 22-11, 17-13, 14-230                              |                      |                                                               | |  |  |
|                    | Estadísticas Javier Justiz Ferrer 14 Gabriel Deck 10 Marcos Mata 6 | Reporte Pts Reb Asts | Estadísticas 23 Justin Keenan 7 Justin Keenan 4 Jeremiah Wood | Pabellón: Polideportivo Roberto Pando Árbitros: * Alejandro Chiti * Diego Rougier * Leandro Lezcano Televisión: TyC Sports |  |  |
| Serie: 3 - 2       |                                                                    |                      |                                                               | |  |  |
|                    |                                                                    |                      |                                                               | |  |  |

| Jugador    | Jugador              | Minutos                | Pts                    | Reb                    | As                     |
| ---------- | -------------------- | ---------------------- | ---------------------- | ---------------------- | ---------------------- |
| 14         | Gabriel Deck         | 26:14                  | 13                     | 10                     | 3                      |
| 00         | Javier Justiz Ferrer | 20:24                  | 14                     | 7                      | 1                      |
| 6          | Marcos Mata          | 23:17                  | 2                      | 5                      | 6                      |
| 2          | Dar Tucker           | 20:34                  | 10                     | 6                      | 0                      |
| 7          | Nicolás Aguirre (C)  | 22:00                  | 7                      | 2                      | 6                      |
| Suplentes  |                      |                        |                        |                        |                        |
| 50         | Joel Anthony         | 18:05                  | 8                      | 6                      | 0                      |
| 21         | Mathías Calfani      | 16:40                  | 8                      | 2                      | 1                      |
| 17         | Cristian Cardo       | 1:21                   | 0                      | 0                      | 0                      |
| 24         | Lisandro Fernández   | 2:31                   | 3                      | 0                      | 0                      |
| 15         | Selem Safar          | 26:00                  | 5                      | 1                      | 0                      |
| 22         | Matías Sandes        | 4:53                   | 2                      | 0                      | 0                      |
| 11         | José Vildoza         | 17:60                  | 5                      | 3                      | 2                      |
| Entrenador | Entrenador           | Gonzalo Eugenio García | Gonzalo Eugenio García | Gonzalo Eugenio García | Gonzalo Eugenio García |

| Jugador    | Jugador                 | Minutos            | Pts                | Reb                | As                 |
| ---------- | ----------------------- | ------------------ | ------------------ | ------------------ | ------------------ |
| 12         | Federico Aguerre        | 24:29              | 4                  | 6                  | 0                  |
| 3          | Lucas Faggiano          | 23:53              | 6                  | 4                  | 1                  |
| 1          | Jonatan Treise          | 26:07              | 8                  | 4                  | 1                  |
| 30         | Jeremiah Wood           | 24:45              | 4                  | 5                  | 4                  |
| 19         | Leo Mainoldi            | 22:50              | 0                  | 3                  | 0                  |
| Suplentes  |                         |                    |                    |                    |                    |
| 2          | Reynaldo García Zamora1 | 11:05              | 5                  | 0                  | 0                  |
| 40         | Justin Keenan           | 29:03              | 23                 | 7                  | 1                  |
| 8          | Lucas González          | 8:45               | 6                  | 1                  | 1                  |
| 4          | Matías Lescano (C)      | 21:40              | 4                  | 1                  | 1                  |
| 18         | Matías Solanas          | 4:52               | 0                  | 0                  | 0                  |
| 23         | Axel Méndez             | 2:31               | 0                  | 1                  | 1                  |
| Entrenador | Entrenador              | Sebastián González | Sebastián González | Sebastián González | Sebastián González |

- (C): capitán
- 1: Expulsado por cometer cinco (5) infracciones.

### Sexto partido
| 22 de junio, 21:00 | San Martín (C)                                                   | 56–72                | San Lorenzo (BA)                                               | Corrientes |  |  |
|                    | Parciales: 20-21, 16-18, 7-13, 13-20                             |                      |                                                                | |  |  |
|                    | Estadísticas Lucas Faggiano 12 Jeremiah Wood 12 Lucas Faggiano 4 | Reporte Pts Reb Asts | Estadísticas 21 Gabriel Deck 13 Gabriel Deck 4 Nicolás Aguirre | Pabellón: El Fortín Rojinegro Árbitros: * Juan Fernández * Fabricio Vito * Oscar Brítez Televisión: TyC Sports |  |  |
| Serie: 2 - 4       |                                                                  |                      |                                                                | |  |  |
|                    |                                                                  |                      |                                                                | |  |  |

| Jugador    | Jugador                | Minutos            | Pts                | Reb                | As                 |
| ---------- | ---------------------- | ------------------ | ------------------ | ------------------ | ------------------ |
| 12         | Federico Aguerre       | 32:51              | 3                  | 7                  | 1                  |
| 3          | Lucas Faggiano         | 32:14              | 12                 | 3                  | 3                  |
| 2          | Reynaldo García Zamora | 27:33              | 10                 | 4                  | 1                  |
| 19         | Leo Mainoldi1          | 17:08              | 7                  | 3                  | 0                  |
| 30         | Jeremiah Wood          | 27:54              | 10                 | 12                 | 1                  |
| Suplentes  |                        |                    |                    |                    |                    |
| 7          | Franco Alorda          | —                  | —                  | —                  | —                  |
| 8          | Lucas González         | —                  | —                  | —                  | —                  |
| 40         | Justin Keenan          | 20:25              | 3                  | 4                  | 2                  |
| 4          | Matías Lescano (C)     | 17:44              | 3                  | 2                  | 0                  |
| 23         | Axel Méndez            | —                  | —                  | —                  | —                  |
| 18         | Matías Solanas         | —                  | —                  | —                  | —                  |
| 01         | Jonatan Treise         | 24:10              | 8                  | 2                  | 1                  |
| Entrenador | Entrenador             | Sebastián González | Sebastián González | Sebastián González | Sebastián González |

| Jugador    | Jugador              | Minutos                | Pts                    | Reb                    | As                     |
| ---------- | -------------------- | ---------------------- | ---------------------- | ---------------------- | ---------------------- |
| 14         | Gabriel Deck         | 37:08                  | 21                     | 13                     | 1                      |
| 00         | Javier Justiz Ferrer | 20:46                  | 18                     | 13                     | 1                      |
| 6          | Marcos Mata          | 36:05                  | 8                      | 11                     | 0                      |
| 2          | Dar Tucker           | 30:01                  | 7                      | 11                     | 3                      |
| 7          | Nicolás Aguirre (C)  | 31:59                  | 7                      | 4                      | 4                      |
| Suplentes  |                      |                        |                        |                        |                        |
| 50         | Joel Anthony         | 18:37                  | 9                      | 3                      | 0                      |
| 21         | Mathías Calfani      | 1:30                   | 0                      | 0                      | 0                      |
| 17         | Cristian Cardo       | —                      | —                      | —                      | —                      |
| 24         | Lisandro Fernández   | —                      | —                      | —                      | —                      |
| 15         | Selem Safar          | 14:22                  | 2                      | 0                      | 0                      |
| 22         | Matías Sandes        | 1:32                   | 0                      | 0                      | 0                      |
| 11         | José Vildoza         | 8:01                   | 0                      | 1                      | 1                      |
| Entrenador | Entrenador           | Gonzalo Eugenio García | Gonzalo Eugenio García | Gonzalo Eugenio García | Gonzalo Eugenio García |

- (C): capitán